# Short Payment Descriptor

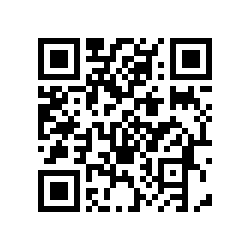
QR kód pro následující platební informace
Účet: 31438021/0100
Částka: 500.00 CZK

Short Payment Descriptor je kompaktní formát pro snadné sdílení platebních informací elektronickou cestou. Formát je použitelný v rámci Evropské unie – rozšíření do zemí mimo EU brání fixace formátu na prvky bankovního styku, které jsou specifické pro EU (např. reprezentace čísla účtu pomocí IBAN). Prakticky dochází k nasazování formátu na území ČR a SR.

## Historie
Na formátu začala v květnu 2012 pracovat společnost Raiffeisenbank a.s. ve spolupráci s technologickou společností Inmite s.r.o. v rámci vývoje aplikace mobilního bankovnictví. Formát měl původně usnadnit sdílení platebních informací přes QR kódy mezi uživateli mobilní aplikace, ale následně byl zobecněn pro širší spektrum použití.
Formát byl od počátku tvořen jako otevřený a dostupný pod Apache 2.0 licencí. Nejedná se tedy o řešení či produkt, který má svého dodavatele, ale o otevřenou specifikaci, která je určená ke svobodné implementaci libovolným subjektem. Proto jej velmi brzy začaly přijímat i ostatní banky a výstavci faktur v ČR. Velmi aktivní byla při vytváření formátu společnost ČSOB (spolu se společností Zentity s.r.o.), která měla zkušenosti z nasazení podobného typu aplikace na Slovensku (proprietární řešení) a mimo jiné pomohla navrhnout brandový název pro komunikaci formátu směrem k uživatelům.
V polovině srpna 2012 byl formát předložen Českou bankovní asociací českým bankám k připomínkování a k doplnění. Stal se tak základem pro obecně uznávaný formát pro ČR pro tyto účely a dne 14. 11. 2012 byl následně jako standard ČBA vydán .
V srpnu 2015 a červnu 2021 byly vydány nové verze standardu pro QR kódy.

## Informace o formátu
Formát řetězce ShortPaymentDescriptor vychází ideově z formátů vCard (strukturou) a MultiCash (popisem a významem polí). Je navržen tak, aby byl maximálně kompaktní co se velikosti obsažených dat týče. Výhodou navrženého formátu je relativně dobrá lidská čitelnost a potenciální rozšiřitelnost  o specifické proprietární atributy.
Možnosti použití formátu jsou např. následující:
- tvorba QR kódů s platebními informacemi (pro tisk na fakturách či zobrazení na webu), který je následně možno scannovat (mobilním telefonem, nebo na speciálních bankomatech)
- předání platebních informací pomocí technologie NFC
- sdílení platebních informací skrze web či e-mail (formou soboru ke stažení nebo přílohou e-mailu, který je následně možno otevřít)

Příklad řetězce ShortPaymentDescriptor:
SPD*1.0*ACC:CZ5855000000001265098001*AM:480.50*CC:CZK*MSG:PLATBA ZA ZBOZI
Přípona souboru pro uložení řetězce je:
*.spayd.
MIME type formátu je:
application/x-shortpaymentdescriptor.